# Beishan (köpinghuvudort i Kina, Zhejiang)
Beishan (kinesiska: 北山, 北山镇) är en köpinghuvudort i Kina. Den ligger i provinsen Zhejiang, i den östra delen av landet, omkring 240 kilometer söder om provinshuvudstaden Hangzhou. Antalet invånare är 2 610. Befolkningen består av 1 169 kvinnor och 1 441 män. Barn under 15 år utgör 12,0 %, vuxna 15-64 år 63 %, och äldre över 65 år 23,0 %.
Runt Beishan är det ganska tätbefolkat, med 149 invånare per kvadratkilometer. Närmaste större samhälle är Nantian, 18,6 km söder om Beishan. I omgivningarna runt Beishan växer i huvudsak blandskog.
Genomsnittlig årsnederbörd är 2 331 millimeter. Den regnigaste månaden är juni, med i genomsnitt 383 mm nederbörd, och den torraste är januari, med 67 mm nederbörd.